# قرارداد ۱۹۳۳
قرارد‌اد ۱۹۳۳ (۱۳۱۲ خورشیدی)، قراردادی میان دولت ایران و شرکت نفت ایران و انگلیس بود که پس از الغای یک‌جانبهٔ قرارداد دارسی از سوی رضاشاه منعقد شد.
رضاشاه همواره از سهم کم ایران از نفت خود ناراضی بود و بین سال‌های ۱۳۰۷ تا ۱۳۱۱ شمسی بارها تیمورتاش را برای مذاکره و یافتن راهی برای افزایش آن فرستاد. سهم ایران برای سال مالی ۱۹۳۱ میلادی (۱۳۱۰ خورشیدی) پس از بحران اقتصادی ناشی از رکود بزرگ به کم‌ترین میزان خود، یعنی معادل ۳۳۶ هزار لیره برای یک سال تولید نفت رسید که در سال بعد به ایران ابلاغ شد. رضاشاه که از مذاکرات قبلی نتیجه‌ای ندیده بود، با مشاهدهٔ این سهم بسیار کم، با عصبانیت فراوان، قرارداد را سوزانده و آن را لغو کرد.   
در نهایت، قرارداد جدیدی تنظیم شد که سهمی سالانه با ارزشی حداقل ۷۵۰ هزار لیر را برای ایران تضمین کرد. ولی به زمان امتیاز ۳۲ سال اضافه و عملاً تا پایان سال ۱۹۹۳ تمدید شد.

## مقدمه
در ژوئن سال ۱۹۲۸ (تابستان ۱۳۰۷) رضاشاه، تیمورتاش را برای مذاکره به لندن فرستاد. در آن زمان ریاست کمپانی با سر جان کدمن بود. هدف تیمورتاش دو چیز بود؛ نخست آنکه دولت ایران بلاعوض صاحب ۲۵ درصد از سهام عادی (غیر ممتاز) کمپانی شود، دوم آنکه به عنوان حق الامتیاز از هر تُن نفت تولیدی ۵/۲ شلینگ دریافت کند که اگر پذیرفته می‌شد، ایران سالانه می‌توانست یک میلیون لیره کسب کند. کدمن بر این باور بود که سهیم ساختن ایران در کمپانی و سرمایه‌های آن به عنوان یک شریک، آینده ی امتیاز نفت را تضمین خواهد کرد.
رضاشاه از طریق مصطفی فاتح، پیامی برای کدمن فرستاد که در آن می‌گفت ایران بیش از این نمی‌تواند ناظر آن باشد که درآمدهای عظیم نفت به جیب کمپانی سرازیر شود، در حالی که خود از آن محروم مانده است. روزنامهٔ «ستاره ایران» در شمارهٔ ۵ نوامبر ۱۹۲۸ خود نوشت: «امتیازنامهٔ دارسی به وسیله یک حکومت فاسد و بی‌اطلاع داده شده که اعضای آن از سرمایه‌گذاران سود پرست و بی مسلک خارجی رشوه گرفته بودند تا ملت ایران را فریب دهند.»
در فوریهٔ ۱۹۲۹ کدمن با هیئتی به ایران آمد و پیش‌نویس قرارداد جدید را تقدیم کرد که به موجب آن، کمپانی ۲۰ درصد از سهام عادی خود را به ایران می‌داد و از مجموع کل تولیدات بابت هر تن نفت ۵/۲ شلینگ حق الامتیاز می‌پرداخت و مجموعهٔ منطقه امتیاز نیز به یک صد هزار مایل مربع (۱۶۰ هزار کیلومتر مربع) کاهش می‌یافت. در مقابل ایران بایستی سی سال امتیازنامه را تمدید می‌کرد.
در مذاکرات لندن تنها تیمورتاش شرکت داشت، اما این بار علی اکبرداور، وزیر دادگستری، و نصرت الدوله فیروز، وزیر دارایی، نیز در مذاکرات شرکت کردند.
تیمورتاش در مذاکرات، سرسختی نشان داد و اصرار کرد که سهام ایران باید به ۲۵ درصد افزایش یابد و کمپانی یک حداقل درآمد برای ایران تضمین کند و تمام مالیات‌ها و عوارض مربوط را به ایران بپردازد و پس از انقضای مدت امتیاز نیز، سهام و منافع ایران در کمپانی محفوظ بماند. در مقابل ایران با تمدید امتیازنامه به مدت بیست سال دیگر موافقت خواهد کرد. کدمن شرایط پیشنهادی ایران را نپذیرفت و به انگلیس بازگشت. در این میان رکود بزرگ و فروریختن بازار سهام نیویورک – وال استریت – پیش آمد و قیمت‌های نفت در بازار جهانی به شدت سقوط کرد. کدمن در نامه‌ای به تیمورتاش حل مسئله را به زمانی موکول کرد که شرایط بهتر شود.
در سال ۱۹۳۲ زمینه برای تدوین پیش‌نویس تازه‌ای فراهم شد که البته دیگر در آن حرفی از شریک شدن ایران در میان نبود و تنها حق الامتیاز پرداختی به ایران از ۱۶ درصد به ۲۰ درصد از سود خالص کمپانی و تمام شرکت‌های تابعه از کل عملیاتی که به نحوی با نفت ایران ارتباط پیدا می‌کرد، بالا می‌رفت؛ ولی مالیات همچنان باید توسط دولت انگلیس کسر می‌شد. در نوامبر ۱۹۳۲ (آبان ۱۳۱۱) تیمورتاش متوجه شد که سهم ایران برای سال ۱۹۳۱ فقط ۳۰۶۸۷۰ لیره است که کمتر از یک چهارم سهم سال گذشته و کمترین رقم از سال ۱۹۱۷ است. اگرچه بحران اقتصادی جهان منافع کمپانی را پایین آورده بود، ولی نرخ این کاهش ۳۷ درصد بود، نه ۷۶ درصد. از طرفی در برابر درخواست ایران، کمپانی از رسیدگی به حساب‌های شرکت توسط کمیسر نفت ایران امتناع ورزید. رضاشاه نیز در روز ۲۶ نوامبر۱۹۳۲ در جلسه هیئت دولت، پرونده نفت را در آتش بخاری انداخت و گفت وزرا از جلسه خارج نشوند تا لایحه‌ای مربوط به لغو امتیاز نفت تهیه شود.
انگلیس که در آن موقع قوی‌ترین ابرقدرت جهان بود و قوی‌ترین ناوگان جنگی را در اختیار داشت، تهدید به حملهٔ نظامی و به ضبط دارائیهای ایران کرد و در همین حال شکایت به دیوان لاهه برد. رضاشاه پس از مذاکره با سر جان کدمن، رئیس شرکت نفت ایران و انگلیس، و ریجینالد هوار، سفیر بریتانیا در ایران، این قرارداد را به دلیل جلوگیری از ضبط دارایی‌های خارجی ایران قبول کردو مقامات دولت را وادار به تصویب آن نمود. مجلس شورای ملی نیز به اتفاق آرا آن را تصویب کرد. سید حسن تقی‌زاده از طرف ایران مأمور به مذاکره با انگلستان شد. در قرارداد جدید تغییراتی نسبت به قرارداد دارسی صورت گرفت؛ «شرکت نفت ایران و انگلیس» همچنان به اکتشاف و استخراج و فروش نفت در برابر پرداخت ۲۰ درصد از سهام کل این شرکت به ایران و مبلغ چهار شیلینگ در هر تن نفت (که سود ایران را در مواقع رکود بازار تضمین می‌کرد، ولی همانند دارسی مبلغ نهایی همچنان کم بود) ادامه می‌داد. محدودهٔ عملیات امتیاز از ۴۰۰ هزار مایل مربع به ۱۰ هزارمایل مربع کاهش یافت. نیز ۳۲ سال به قرارداد دارسی که در سال ۱۹۶۲ منقضی می‌گشت اضافه گردید، بندی که انتقادات زیادی را به دنبال داشت.

## دلایل لغو قرارداد دارسی
1. به موجب قرارداد دارسی، شرکت نفت ایران و انگلیس ۱۶ درصد از سود خالص خود را به عنوان حق امتیاز به ایران می‌داد. روش محاسبه شرکت به این نحو بود که ابتدا سود خالص شرکت را بعد از کسر هزینه‌ها مثل حقوق پرسنل و حمل و نقل و هزینه‌های استخراج محاسبه می‌کردند، سپس ۳۳ درصد مالیات دولت انگلیس را کم می‌کردند، چون شرکت را در انگلیس ثبت کرده بودند و دفتر مرکزی را در آن قرار داده بودند و در نهایت سهم ایران را از ۶۷ درصد باقیمانده محاسبه می‌کردند. یعنی سهم ایران ۱۶٪ از ۶۷٪ یعنی حدود ۱۱٪ از سود خالص می‌شد که این با متن قرارداد مغایرت داشت. یعنی این که سهم ایران یک سوم میزانی بود که به دولت انگلیس پرداخت می‌شد! مثلاً در سال ۱۹۳۱ یا ۱۳۱۰ شمسی شرکت حدود ۳ میلیون لیره سود خالص نشان داده بود و از این مبلغ یک میلیون لیره مالیات به دولت انگلیس داده بود در حالی که سهم ایران حدود ۳۳۶ هزار لیره شده بود!
2. این مبلغ سود شرکت‌های تابعه تأسیس شده توسط شرکت را در بر نمی‌گرفت با این که ایران از ابتدا سهام دار شرکت بود (در قرارداد دارسی مقداری سهام برای ایران درنظر گرفته شده بود) و این شرکت «میلیون‌ها پوند برای گسترش فعالیت‌های خود در داخل و خارج از ایران، ساخت پالایشگاه‌ها در سرتاسر جهان، ایجاد سازمان بازاریابی و ناوگان نفت‌کش‌های عظیم و توسعه منابع جدید که در نهایت با ایران رقابت می‌کردند  سرمایه‌گذاری کرده بود.[۶]
3. فروش نفت به نیروی دریایی بریتانیا با نرخ‌های بسیار پایین بود که پس از تغییر سوخت نیروی دریایی انگلیس از ذغال به نفت در سال ۱۹۱۱ اتفاق افتاده بود و از سود شرکت می‌کاست.
4. در ۱۹۱۴ دولت انگلیس ۵۱ درصد سهام شرکت را خریداری کرده بود و عملاً نفت ایران به دولت انگلیس واگذار شده بود.
5. عدم ارائه حساب تلفیقی از سود شرکت و تنها نماینده دولت ایران فقط می‌توانست به اطلاعاتی دسترسی پیدا کند که سهامداران به آن دسترسی داشتند.
6. شرکت بیشتر از آن‌که به عنوان حق‌الامتیاز به ایران می‌پردازد، به بریتانیا مالیات می‌پردخت. در سال ۱۹۵۰، شرکت بیش از ۳۶ میلیون پوند مالیات به دولت انگلیس داده بود درحالی که سهم ایران اندکی بیش از ۱۶ میلیون پوند بود بنابراین ایرانیان معتقد بودند سهم ایران بسیار کم است.
7. پس از جنگ جهانی اول، ایرانیان قانونی بودن امتیاز دارسی را زیر سؤال برده بودند و استدلال می‌کردند که این امتیاز تحت حکومت قاجار اعطا شده که دیگر وجود ندارد و نیز در آن حکومت نهادهای مردمی مثل مجلس در ایران وجود نداشته‌اند.
8. کارگران ایرانی فقط در رده‌های پایین استخدام شده بودند و حتی سرکارگرها انگلیسی یا هندی بودند. رضاشاه میل داشت ایرانیان در رده‌های بالاتر در صنعت نفت کشور خود کار کنند.
9. تیمورتاش بارها برای مذاکره برای افزایش سهم ایران اقدام کرد ولی موفقیت‌آمیز نبود
10. مسائل در سال ۱۹۳۱ به اوج خود رسید، زمانی که اثرات ترکیبی عرضه بیش از حد نفت بر بازارهای جهانی و بی‌ثباتی اقتصادی رکود بزرگ، منجر به نوساناتی شد که به شدت پرداخت‌های سالانه به ایران را به یک پنجم کاهش داد. شرکت به دولت ایران اطلاع داد که حق‌الامتیاز سالانه آن تنها ۳۶۶۷۸۲ پوند خواهد بود در حالی که در همان سال مالیات پرداخت شده به دولت بریتانیا بابت نفت ایران تقریباً یک میلیون پوند بود. سود شرکت ۳۶ درصد کاهش یافته بود ولی سهم ایران ۷۶ درصد کاهش یافته بود. چنین کاهش شدیدی در حق امتیازی که از نظر درصدی ناچیز بود سوء نیت انگلیس را تأیید می‌کرد و تیمورتاش خاطرنشان کرد که طرفین باید مذاکره کنند.[۷][۸]

## دادگاه لاهه و تهدید انگلیس
دولت ایران به شرکت اطلاع داد که مذاکرات بیشتر را متوقف خواهد کرد و خواستار لغو امتیاز دارسی شد. دولت بریتانیا با رد این لغو، اختلاف را به دیوان لاهه ارجاع داد و اظهار داشت که خود را «محق به انجام تمام اقداماتی می‌داند که شرایط ممکن است برای شرکت اقتضا کند می‌داند». " دیوان دائمی دادگستری بین‌المللی تحت سلطه فاتحان جنگ جهانی اول بود و نیز حسن تقی‌زاده از طرف ایران مسئولیت برعهده عهده گرفت. تقی‌زاده به انگلیسی‌ها گفت که لغو صرفاً برای تسریع در مذاکرات بوده و خروج ایران از مذاکرات به منزله خودکشی سیاسی است.

## رسیدن به توافق جدید
پس از مطرح شدن اختلاف در لاهه، وزیر امور خارجه چک که به عنوان میانجی منصوب شد، به طرف‌های متخاصم اجازه داد برای حل اختلاف تلاش کنند. از قضا، رضاشاه که قبلاً در خواست لغو امتیاز دارسی محکم ایستاده بود، شاید به دلیل تهدیدهای انگلیس ناگهان به خواسته‌های انگلیس تن داد. امری که باعث ناراحتی و ناامیدی کابینه او نیز شد. پس از بازدید کدمن از ایران در آوریل ۱۹۳۳ و ملاقات خصوصی با شاه، قرارداد جدیدی با شرکت نفت انگلیس و ایران به امضا رسید. موافقتنامه جدید در ۲۸ مه ۱۹۳۳ به تصویب مجلس شورای ملی رسید و روز بعد موافقت سلطنتی را دریافت کرد.

## قرارداد ۱۹۳۳
در پایان آوریل ۱۹۳۳، سرانجام توافقنامه جدیدی منعقد شد. منطقه امتیاز به میزان سه چهارم کاهش یافت. ایران حق امتیاز ثابت چهار شیلینگ در هر تن را تضمین کرد که از آن در برابر نوسانات قیمت نفت محافظت می‌کرد. در عین حال، ۲۰ درصد از سود جهانی شرکت را دریافت کند که در واقع بین سهامداران بیش از حداقل مبلغ معینی توزیع شده‌است، علاوه بر این، حداقل پرداخت سالانه ۷۵۰۰۰۰ پوند، صرف نظر از سایر تحولات، تضمین شد. حق امتیاز برای قرار بود سال‌های ۱۹۳۱ و ۱۹۳۲ بر اساس جدید محاسبه شد و «ایرانی سازی» نیروی کار تسریع شد، ضمناً مدت امتیاز تا ۱۹۹۳ تمدید شد. تا سال ۱۹۵۰، آبادان به بزرگ‌ترین پالایشگاه جهان تبدیل شد.

### مهم‌ترین بندهای قرارداد ۱۹۳۳
این قرارداد ۲۶ بند داشت که اینها مهم‌ترین آنها هستند:
1. مساحت امتیاز قرار شد تا سال ۱۹۳۸ از ۴۸۰۰۰۰ مایل مربع به ۱۰۰۰۰۰ مایل مربع کاهش یابد و در نتیجه حدود ۸۰ درصد از مساحت تحت پوشش امتیاز ۱۹۰۱ واگذار شود.
2. به زمان امتیاز ۳۲ سال افزوده شد یعنی تا پایان سال ۱۹۹۳ تمدید شد.
3. مقرر شد که شرکت یک میلیون پوند استرلینگ به دولت ایران برای تسویه کلیه مطالبات گذشته پرداخت کند.
4. به جای ۱۶ درصد از سود، حق امتیاز با روشی ساده‌تر محاسبه شد، نه بر اساس سود، بلکه بر اساس حجم فیزیکی نفت و توزیع مالی که شرکت بین سهامداران خود انجام می‌داد. از اول ژانویه ۱۹۳۳، مبلغ ۴ شیلینگ (طلا) به ازای هر تن نفت به اضافه ۲۰ درصد سود سهام.
5. چون ایران از مالیات‌گیری انگلیس از نفت ایران شکایت داشت قرار شد مبلغ اندکی شامل نه پنس به ازای هر تن برای شش میلیون تن اول و شش پنس به ازای هر تن بعدی در طول پانزده سال اول، که بعداً سه پنس افزایش می‌یافت، پرداخت شود.
6. شرکت متعهد شد فرآورده‌های نفتی را به بازار داخلی با تخفیف ۲۵ درصدی برای دولت و ۱۰ درصدی برای مردم ایران عرضه کند که بخشی از آن از طریق توسعه میدان نفتی نفتشاه و پالایشگاه کرمانشاه بود.
7. دولت ایران باید این حق را داشته باشد که یک «نماینده» منصوب کند که به تمام اطلاعاتی که سهامداران حق دارند از شرکت دریافت کند دسترسی داشته باشد و در جلسات هیئت مدیره، کمیته‌های آن و جلسات سهامداران شرکت کند. (در بند ۱۱ قرارداد دارسی یک کمیسر نفت ایرانی پیش بینی شده بود ولی فقط ۱۰۰۰ لیره از انگلیس حقوق دریافت میکرد و دسترسی به هیچ اطلاعاتی نداشت).
8. شرکت باید صنعتگران، کارکنان فنی و بازرگانی خود را از اتباع ایرانی تا حدی که بتواند استخدام کند. شرکت و دولت ایران باید «طرح کلی» را برای کاهش تدریجی کارکنان خارجی و جایگزینی آنها با ایرانی‌ها در کوتاه‌ترین زمان ممکن تنظیم کنند.
9. حق انحصاری شرکت برای ساخت و راه اندازی خطوط لوله در محدوده امتیاز لغو شد.
10. حق امتیاز سال‌های ۱۹۳۱ و ۱۹۳۲ بر اساس جدید محاسبه شود و در نتیجه ۱٬۳۳۹٬۱۳۲ پوند (۵٬۷۵۸٬۲۶۷ دلار) برای سال ۱۹۳۱، به جای مبلغ ۳۰۶٬۸۷۲ پوند (۱٬۳۱۹٬۵۴۹ دلار) قبلی که باعث ناراحتی زیادی شده بود پرداخت شود.[۱۱]

## آینده قرارداد
در قرارداد ۱۹۳۳ مفاد متعددی وجود داشت که بذر مناقشات آینده را کاشت:
- امتیاز نفت ۳۲ سال دیگر تمدید شد. بلافاصله پس از کناره‌گیری رضاشاه،  سیاستمداران ایران شروع به محکوم کردن این تمدید کردند.
- حق امتیازی که به ازای هر تن نفت ۴ شیلینگ (طلا) تعیین شده بود، افزایش احتمالی قیمت نفت را در نظر نگرفت، اما محافظ در برابر کاهش قیمت بود.
- پرداخت‌های ثابت به جای مالیات بسیار ناچیز بودند و به افزایش قیمت نفت، یا افزایش سود شرکت یا تغییرات احتمالی در قوانین مالیات بر درآمد در ایران بستگی نداشتند.
- سهم ۲۰ درصدی ایران از سود جهانی باید بر اساس تقسیم سود به سهامداران عادی محاسبه می‌شد ولی در اینحالت تابع سیاست‌ها و تصمیمات شرکت نفت و دولت انگلیس بود.
- میزان سهم ایران متأثر از تصمیمات شرکت برای توزیع، افزایش نرخ مالیات دولت بریتانیا، محدودیت‌های تقسیم سود توسط دولت بریتانیا در طول جنگ و سال‌های پس از جنگ و همچنین سیاست شرکت مبنی بر سرمایه‌گذاری درامدها در پروژه‌های مختلف بود.

قرارداد ۱۹۳۳ برای اولین بار در دوره چهاردهم مجلس شورای ملی از طرف دکتر مصدق مورد بررسی و انتقاد شدید قرار گرفت. پس از استعفای رضا شاه در ۲۰ شهریور ۱۳۲۰ و ورود نیروهای متفقین به ایران، نخستین انتقادها بر قرارداد ۱۹۳۳ در دوره چهاردهم مجلس شورای ملی انجام شد. در یک نطق محمد مصدق در زمینه این قرارداد در مجلس چهاردهم گفت:
«اگر امتیاز دارسی تمدید نشده بود، در سال ۱۹۶۱ م (۱۳۴۰ خ) به بعد دولت نه تنها به صدی ۱۶ عایدات حق داشت، بلکه صدی صد عایدات حق دولت بود؛ بنابراین صدی ۸۴ از عایدات که در ۱۹۶۱ م حق دولت می‌شود، بر طبق قرارداد جدید کمپانی آن را تا ۳۲ سال دیگر می‌برد. صدو بیست و شش میلیون لیره انگلیس از قرار ۱۲۸ ریال، ۱۶۰۱۲۸۰۰۰۰۰۰ ریال می‌شود. در همین مجلس بود که طرح تحریم امتیاز نفت در آذر ماه سال ۱۳۲۳ تصویب شد. سرانجام قانون ملی شدن نفت که در سال ۱۳۲۹ تصویب شد، این قرارداد را باطل کرد.

## سهم دریافتی ایران در قرارداد ۱۹۳۳
در این قرارداد بناشد بابت هر تن نفت خام مبلغ چهار شلینگ (هر شلینگ یک بیستم پوند انگلیس بود.در سال ۱۹۳۳ میلادی هر پوند معادل ۳٫۳۶ دلار آمریکا بود) هر تن نفت خام ۱۱۳۶ لیتر (هر بشکه نفت خام ۱۵۹ لیتر است) یا ۷٫۱۴ بشکه نفت است؛ یعنی برای ۷٫۱۴ بشکه نفت مبلغ ۶۷ سنت پرداخت می‌شده‌است. این بمعنی تقریباً ۹٫۴ سنت دلار برای یک بشکه نفت خام است در صورتیکه در سال ۱۹۳۲ قیمت هر بشکه نفت تقریباً ۸۷ سنت بوده‌است. و در سال ۱۹۵۱ در زمان ملی کردن صنعت نفت که قیمت هر بشکه نفت خام ۲۵۳ سنت یا ۲٫۵۳ دلار بوده‌است که  ایران همچنان همین میزان تقریباً ۹سنت را دریافت می‌کرده‌است.